# رول (شهر)
شهر رول  در بخش رول در ایالت وو در کشور سوئیس واقع شده‌است که ۴٬۲۰۰ نفر  جمعیت دارد.

## نگارخانه

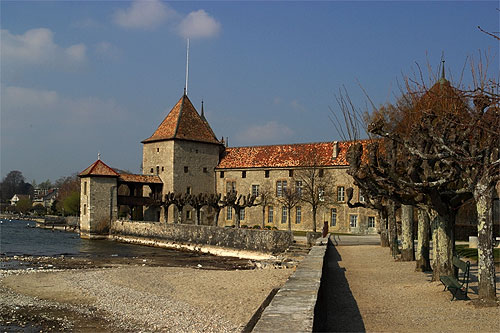
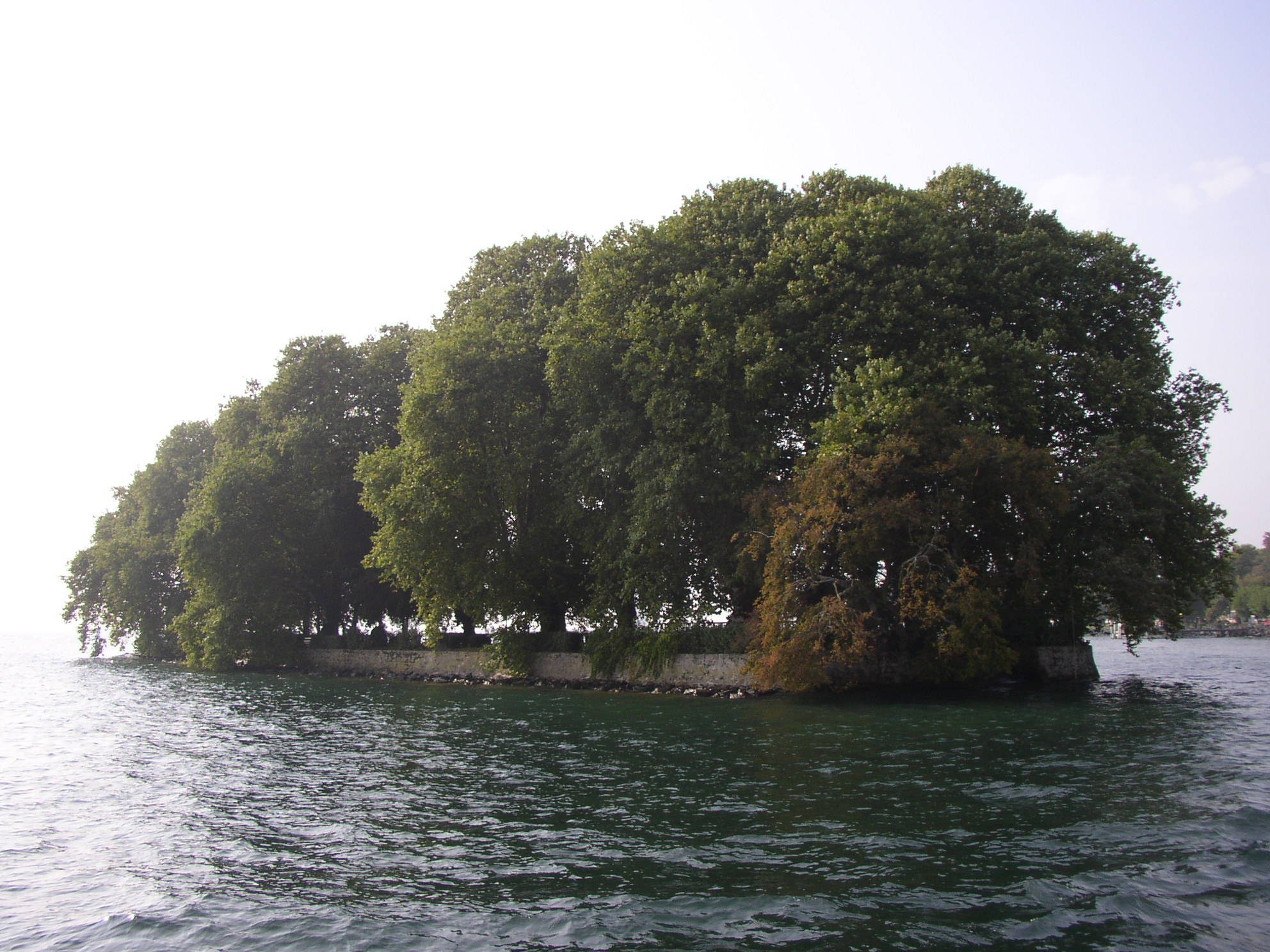